# Wilfried Ntsengue
Dieudonné Wilfried Seyi Ntsengue (* 23. Januar 1998 in Yaoundé) ist ein Boxer aus Kamerun.

## Karriere
Wilfried Ntsengue ist rund 1,80 m groß und boxt im Mittelgewicht. 2014 gewann er bereits eine Bronzemedaille bei den afrikanischen Jugendmeisterschaften und 2015 ebenfalls eine Bronzemedaille bei den Militärweltspielen in Südkorea, wobei er unter anderem auch den deutschen Starter Denis Radovan bezwang. 
Bei den Afrikaspielen 2015 gewann er die Goldmedaille und besiegte dabei auch Mujandjae Kasuto. Zudem konnte er 2016 die afrikanische Olympiaqualifikation für sich entscheiden und startete daraufhin bei den Olympischen Spielen 2016, wo er auch als Fahnenträger der kamerunischen Olympiamannschaft während der Eröffnungszeremonie eingesetzt wurde. Bei Olympia setzte er sich gegen Jorge Vivas durch und schied dann im Achtelfinale gegen Hosam Bakr Abdin aus.
2017 gewann er Bronze bei den Islamic Solidarity Games und Gold bei den Afrikameisterschaften 2017, wobei er diesmal im Finale kampflos gegen Hosam Bakr Abdin gewann. Er war daraufhin für die Weltmeisterschaften 2017 qualifiziert, schied dort jedoch kampflos im ersten Duell gegen Troy Isley aus.
Bei den Commonwealth Games 2018 in Australien, besiegte er unter anderem im Halbfinale John Docherty, unterlag erst im Finale gegen Vikas Krishan und wurde somit Vizemeister.
Bei den Afrikaspielen 2019 erreichte er einen fünften Platz und erkämpfte die Bronzemedaille bei der afrikanischen Olympiaqualifikation 2020 in Dakar. Er konnte daraufhin an den 2021 in Tokio ausgetragenen Olympischen Spielen teilnehmen, wo er in der Vorrunde gegen David Tshama ausschied.